# DVB-S2

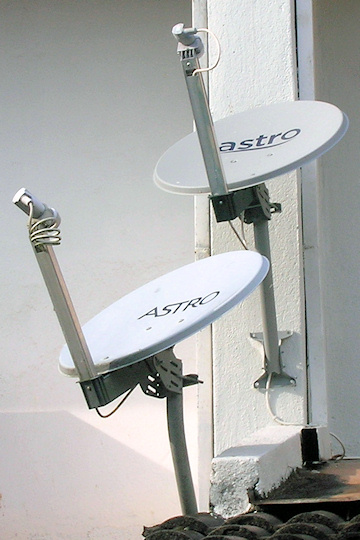

DVB-S2 — друге покоління цифрового супутникового телебачення, стандарт на трансляцію цифрового телебачення, який є наступником DVB-S. Він був розроблений у 2003 році групою DVB Project, міжнародним промисловим консорціумом, і ратифікований ETSI (EN 302 307) в березні 2005 року. Стандарт передбачає удосконалення DVB-S і введення електронного збору новин (або Digital Satellite News Gathering), використовуваного мобільними пристроями для посилки звуків і зображень з будь-якої точки світу додому на телевізійну станцію.
DVB-S2 призначений для телевізійного мовлення, включаючи стандартне і HDTV. Впроваджені інтерактивні сервіси, такі як Internet access і (професійна) передача контенту. Розробка DVB-S2 збіглася з появою відеокодеків HDTV і H.264 (MPEG-4 AVC).
Дві нові ключові властивості були додані в порівнянні зі старим DVB-S:
- Потужна схема кодування, заснована на сучасному LDPC. Для спрощення LDPC коди мають спеціальну структуру, відому як Irregular Repeat — Accumulate.
- Режими VCM (Variable Coding and Modulation, змінне кодування і модуляція) і ACM (Adaptive Coding and Modulation, адаптивне кодування і модуляція), які дозволяють оптимізувати смугу частот з динамічно змінними параметрами.

Ще однією відмінністю є поліпшена модуляція 32APSK (амплітудна і фазова маніпуляція), збільшені швидкості трафіку і спеціальний транспортний механізм для передачі IP-пакетів даних, включаючи потоки відео і аудіо MPEG-4, при цьому зберігається зворотна сумісність з базовим MPEG-2 TS.
DVB-S2 досягає набагато кращого використання смуги частот, ніж попередники. Підвищується максимальний бітрейт на тій же смузі частот супутника. Виміряна продуктивність DVB-S2 перевищує DVB-S на 30% за інших рівних смузі частот і потужності переданого сигналу. Оскільки тепер введена нова технологія стиснення, то якість (MPEG-4 AVC) HDTV тепер може транслюватися в тій же смузі, яка раніше займалася під DVB-S, заснованому на MPEG-SDTV десятиліттям раніше.
У березні 2014 року, специфікація DVB-S2X була опублікована DVB Project як опціональне розширення, яке покликане далі поліпшити DVB-S2.
Недоліком DVB-S2, як і його попередника DVB-S, лишилося використання одночастотного сигналу замість OFDM, що реалізовано в DVB-T та DVB-T2. 

## Ключові особливості
Прямий прийом одного і більше транспортних потоків MPEG-2 (новий формат MPEG-TS назад сумісний з попереднім).
Рідний формат даних для DVB-S2 називається Generic Stream (GS), і може бути використаний для ефективної передачі даних протоколу IP, включаючи кодеки MPEG-4, AVC/H.264.
Зворотна сумісність із DVB-S, прозора для кінцевого користувача, та DVB-DSNG, який використовується для electronic news gathering (див. вище).

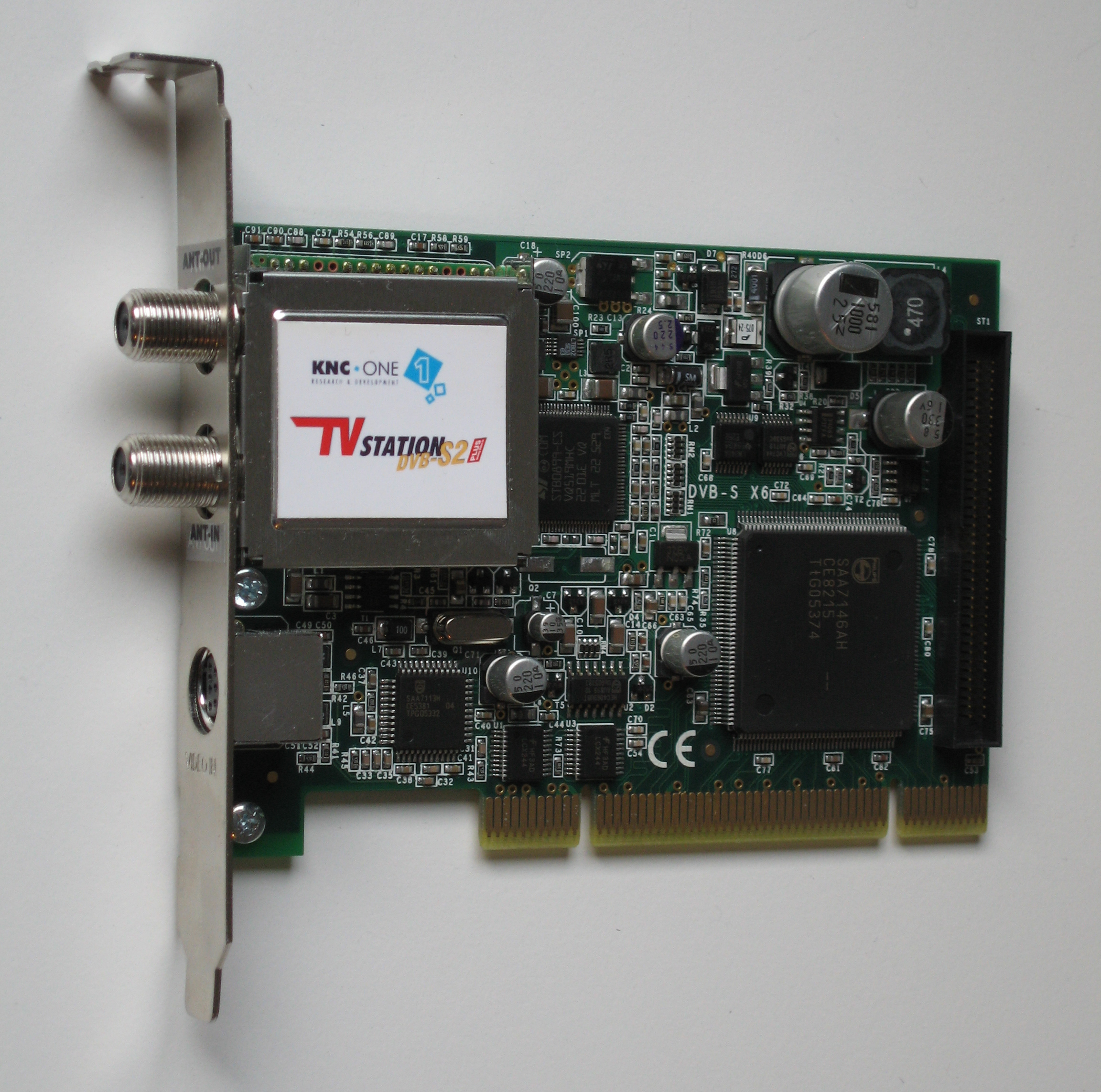
DVB-S2 PCI тюнер PCI

Змінне кодування та модуляція (VCM) покликані оптимізувати використання смуги частот, ґрунтуючись на пріоритеті вхідних даних, так щоб SDTV міг би доставлятися надійніше, ніж HDTV у тій самій смузі.
Адаптивне кодування та модуляція (ACM) забезпечать гнучку передачу параметрів, підлаштовану під умови приймального обладнання, наприклад, перемикання на нижчий бітрейт у періоди темного фону.
Чотири режими модуляції:
QPSK і 8PSK призначені для широкого мовлення і можуть бути використані в нелінійних передавачах по ситуації.
16APSK і 32APSK використовуються для спеціальних цілей, напівлінійної передачі, але також можуть служити і цілям широкого мовлення, незважаючи на те, що вимагають більшого рівня С/Ш та застосування просунутих методів виключення спотворень на земній станції.
Покращена крутість АЧХ: α = 0,2 та α = 0,25 у порівнянні з DVB-S α = 0,35. Розробники у свої модеми та модулятори давно додали Roll-off 0,15; 0,1; 0,05 (у більшості випадків за цю опцію потрібно доплачувати).
Поліпшене кодування: сучасний довгий код LDPC присмачений кодом корекції помилок BCH, який припускає quasi-error-free (QEF) на приймальній стороні каналу AWGN. Ця новація допоможе уникнути специфічних помилок рівня та бітрейту LDPC. Кадр корекції помилок FEC може мати довжину 64 800 (нормальний) або 16 200 (короткий) біт. Якщо використовуються VCM або ACM, мовлення може складатися з комбінацій нормальних і коротких кадрів.
Кілька швидкостей передачі коду для гнучкого підстроювання до параметрів, що передаються: 1/4, 1/3, 2/5, 1/2, 3/5, 2/3, 3/4, 4/5, 5/6, 8/9 та 9/10. Швидкості 1/4, 1/3 та 2/5 спеціально призначені для умов поганого прийому з модуляцією QPSK. Значення 8/9 і 9/10 погано працюють там, де рівень сигналу нижче рівня шуму. В цільових діапазонах Ku і Ka ці швидкості рекомендовані для припинення несанкціонованого доступу з міркувань авторського права або моральних підвалин країни.
Можливість синхронізації потоку для забезпечення надійного прямого з'єднання між точками передачі та прийому.
Залежно від швидкості модуляції, система може працювати на рівнях С/Ш між -2,4 дБ (QPSK, 1/4) і 16 дБ (32APSK, 9/10) з ймовірністю пакетної помилки PER=10-7 (що відповідає бітовій ймовірності помилки BER = 6.7 * 10-11). Дистанція до кордону Шеннона коливається не більше від 0,7 до 1,2 дБ.
Мінуси DVB-S2:
- Занадто великі блоки для певних типів трафіку та режимів роботи каналів зв'язку (особливо це актуально для зворотних каналів, що працюють у TDMA-режимі, де швидкість синхронізації важлива);
- Деякі МодКоди з високою швидкістю кодування менш ефективні, ніж МодКоди з більш високим індексом модуляції, але з нижчою швидкістю кодування, через що в ACM-режимі не використовуються;
- Велика різниця в сигнал/шум (Es/N0) між сусідніми модкодами (цю проблему частково усунув DVB-S2X).

## Ліцензування
Компанія Sisvel, що базується в Люксембурзі, управляє ліцензіями на патенти, що застосовуються до цього стандарту, а також іншими патентними пулами.